# Cedaredge
Cedaredge is een plaats (town) in de Amerikaanse staat Colorado en valt bestuurlijk gezien onder Delta County.

## Demografie
Bij de volkstelling in 2000 werd het aantal inwoners vastgesteld op 1854.
In 2006 is het aantal inwoners door het United States Census Bureau geschat op 2215, een stijging van 361 (19,5%).

## Geografie
Volgens het United States Census Bureau beslaat de plaats een oppervlakte van
5,3 km², waarvan 5,3 km² land. Cedaredge ligt op ongeveer 1939 m boven zeeniveau.

## Plaatsen in de nabije omgeving
De onderstaande figuur toont nabijgelegen plaatsen in een straal van 40 km rond Cedaredge.